# Groupe Gobert.com
Groupe Gobert.com war ein belgisches Radsportteam.
Die Mannschaft wurde 2007 unter dem Namen Storez-Ledecq Matériaux gegründet und besaß eine UCI-Lizenz als Continental Team, mit der sie hauptsächlich an Rennen der UCI Europe Tour teilnimmt. 2008 fuhren sie unter dem Namen Groupe Gobert.com. Für die Saison 2009 wurde das Team nicht bei der Union Cycliste Internationale lizenziert.
Manager war Jean-François Bourlart, der von seinen Sportlichen Leitern Didier Paindaveine und Eddy Torrekens unterstützt wurde.

## Saison 2007

### Erfolge in der UCI Europe Tour
In den Rennen der Saison 2007 der UCI Europe Tour gelangen die nachstehenden Erfolge.
| Datum   | Rennen                       | Fahrer             |
| ------- | ---------------------------- | ------------------ |
| 11. Mai | 1. Etappe Tour du Haut Anjou | Jonas Vangenechten |

## Team 2008

### Zugänge – Abgänge
| Zugänge           | Team 2007               | Abgänge            | Team 2008            |
| ----------------- | ----------------------- | ------------------ | -------------------- |
| Pierre Drancourt  | Bouygues Télécom        | Berik Kupeschow    | Team Astana          |
| David Derepas     | Roubaix Lille Métropole | Jonathan Henrion   | Bodysol-Euromillions |
| Jean Zen          | Roubaix Lille Métropole | Sebastian Prengel  | Team Isaac           |
| Laurent Carton    | Neoprofi                | Gilles Devillers   | Unbekannt            |
| Cedric Collaers   | Neoprofi                | Iwajlo Gabrowski   | Unbekannt            |
| Romain Fondard    | Neoprofi                | Jonathan Godefroid | Unbekannt            |
| David Piva        | Neoprofi                | Eddy Lembo         | Unbekannt            |
| Philippe Pratte   | Neoprofi                | Laurent Mars       | Unbekannt            |
| Justin Van Hoecke | Neoprofi                | Jewgeni Murawjow   | Unbekannt            |
| Romain Zingle     | Neoprofi                | Wataru Otsuka      | Unbekannt            |
|                   |                         | Jean-Noël Wolf     | Unbekannt            |

### Mannschaft
| Name               | Geburtstag         | Nationalität | Team 2009        |
| ------------------ | ------------------ | ------------ | ---------------- |
| Nicolas Baïolet    | 8. November 1983   | Belgien      | Verandas Willems |
| Laurent Carton     | 13. März 1989      | Belgien      | Lotto-Bodysol    |
| Cedric Collaers    | 26. Januar 1987    | Belgien      | Verandas Willems |
| Thomas Degand      | 13. Mai 1986       | Belgien      | Verandas Willems |
| David Derepas      | 9. März 1978       | Frankreich   | UVCA Troyes      |
| Pierre Drancourt   | 10. Mai 1982       | Frankreich   | Eseg Douai       |
| Romain Fondard     | 25. Januar 1984    | Frankreich   | Lotto-Bodysol    |
| Olivier Pardini    | 30. Juli 1985      | Belgien      | Verandas Willems |
| David Piva         | 10. Mai 1988       | Belgien      | Lotto-Bodysol    |
| Philippe Pratte    | 8. März 1986       | Belgien      | Verandas Willems |
| Justin Van Hoecke  | 9. August 1989     | Belgien      | Verandas Willems |
| Jonas Vangenechten | 16. September 1986 | Belgien      | Verandas Willems |
| Jean Zen           | 20. Dezember 1981  | Frankreich   | Palmans-Cras     |
| Romain Zingle      | 29. Januar 1987    | Belgien      | Verandas Willems |

## Platzierungen in UCI-Ranglisten
UCI Africa Tour
| Saison | Mannschaftswertung | Fahrerwertung |
| ------ | ------------------ | ------------- |
| 2007   | 17.                |               |